# Fiona Kennedy
Fiona Kennedy Clark est une actrice et chanteuse écossaise. Elle est la fille du chanteur écossais et gaélique Calum Kennedy et d'Anne Gillies. Étant enfant, elle apparaît auprès de ses parents lors de performances familiales, qui se développa plus tard en une carrière solo à succès.

## Carrière
Kennedy a expérimenté d'autres domaines du divertissement, y compris le cinéma, le théâtre, la télévision et la radio. Ses apparitions à la télévision incluent la série La fille de la sorcière (en), Sutherland's Law (en) et Mauro Gypsy, un épisode spécial de Grampian en 1979-1980, quatre saisons de  Record Breakers  sur BBC1 et le Show du nouvel an avec Sir Trevor MacDonald. Elle a également présenté Dans les coulisses Monarch of the Glen . Elle est également apparue sur la BBC TV dans  Songs of Praise  en tant que chanteuse...
Elle a joué un rôle dans le film The Wicker Man en 1973, dans lequel elle a joué Holly.
Kennedy présente maintenant des programmes de télévision sur l'Écosse, la vie et l'histoire écossaise pour les chaînes américaines et canadiennes. Sa fille, Sophie Kennedy Clark, est une actrice. Elle est également l'un des solistes du groupe de musique celtique appelé Highland Heartbeat.

## Filmographie

### Télévision
- 1971 : La fille de la sorcière (en) : Perdita
- 1972 : Adam Smith : une écolière
- 1973 : Sutherland's Law (en) : Mary Campbell
- 1974 : CBS Children's Film Festival : Leslie
- 1976 : The Andy Stewart Show : elle-même
- 1986 : The Adventure Game : elle-même
- 2010 : Highland Heartbeat PBS Pledge : elle-même

### Films
- 1973 : The Wicker Man : Holly
- 2011 : Heads Up : elle-même

### Productrice
- 2010 : Highland Heartbeat PBS Pledge

## Honneurs
Fiona Kennedy a été nommée Officier de l'ordre de l'Empire britannique en 2014 au nouvel an pour ses services rendus à la musique et pour ses œuvres de bienfaisance en Écosse.